# Umberto
Umberto ist die italienische Form des männlichen Vornamens Humbert.

## Namensträger

### Herrscher
- Umberto I. (1844–1900), König von Italien (1878–1900)
- Umberto II. (1904–1983), letzter König von Italien (1946)

### Vorname
- Umberto Agnelli (1934–2004), italienischer Unternehmer
- Umberto Alongi (* 1976), italienischer und Schweizer Popsänger und Songwriter
- Umberto Angelucci, italienischer Regieassistent und Filmregisseur
- Umberto Arlati (1931–2015), Schweizer Jazztrompeter und Musikpädagoge
- Umberto Balsamo (* 1942), italienischer Liedermacher
- Umberto Baratto (* 1930), Patriarchalvikar für Zypern im Lateinischen Patriarchat von Jerusalem
- Umberto Barbaro (1902–1959), italienischer Filmtheoretiker, -kritiker, Drehbuchautor und Dokumentarfilmer
- Umberto Barberis (* 1952), Schweizer Fußballspieler und -trainer
- Umberto Benigni (1862–1934), römisch-katholischer Priester und Kirchenhistoriker
- Umberto Betti (1922–2009), italienischer römisch-katholischer Theologe und Kardinal
- Umberto Bindi (1932–2002), italienischer Liedermacher
- Umberto Boccioni (1882–1916), italienischer futuristischer Maler und Bildhauer
- Umberto Bonadè (1909–1992), italienischer Ruderer
- Umberto Bonsignori (1921–2008), italienischer Filmschaffender
- Umberto Bossi (* 1941), italienischer Politiker
- Umberto Bottazzini (* 1947), italienischer Mathematikhistoriker
- Umberto Brunelleschi (1879–1949), italienischer Künstler, Grafiker, Kostümbildner und Illustrator
- Umberto Cagni (1863–1932), italienischer Forschungsreisender und Admiral
- Umberto Caligaris (1901–1940), italienischer Fußballspieler und -trainer
- Umberto Cassuto (1883–1951), italienischer und israelischer Historiker und Bibelwissenschaftler
- Umberto Chiacchio (1930–2001), italienischer Politiker
- Umberto Cisotti (1882–1946), italienischer Mathematiker, Ingenieur und Physiker
- Umberto Colombo (* 1880; † unbekannt), italienischer Leichtathlet
- Umberto D’Orsi (1929–1976), italienischer Schauspieler
- Umberto De Antoni (1881–1971), italienischer Kaufmann, Industrieller, Unternehmer und Mäzen
- Umberto Eco (1932–2016), italienischer Philosoph und Schriftsteller
- Umberto Ferrari (1877–1960), italienischer Bahnradsportler
- Umberto Fiori (* 1949), italienischer Schriftsteller, Lyriker und Musiker
- Umberto Giordano (1867–1948), italienischer Opernkomponist
- Umberto Grano (1940–2024), italienischer Autorennfahrer
- Umberto Guidoni (* 1954), italienischer Physiker, Astronaut und Politiker
- Umberto Lenzi (1931–2017), italienischer Filmregisseur und Drehbuchautor
- Umberto Lungavia (1901–1970), italienischer Wasserballspieler
- Umberto Maddalena (1894–1931), italienischer Pilot
- Umberto Maglioli (1928–1999), italienischer Rennfahrer
- Umberto Malchiodi (1889–1974), katholischer Bischof von Piacenza
- Umberto Malvano (1884–1971), italienischer Fußballspieler, -schiedsrichter und -funktionär sowie Ingenieur
- Umberto Marino (* 1952), italienischer Dramatiker, Drehbuchautor und Filmregisseur
- Umberto Marzotto (1926–2018), italienischer Automobilrennfahrer und Unternehmer
- Umberto Masetti (1926–2006), italienischer Motorradrennfahrer
- Umberto Mastroianni (1910–1998), italienischer Bildhauer
- Umberto Montefiori (1946–2019), italienischer Politiker
- Umberto De Morpurgo  (1896–1961), italienischer Adliger und Tennisspieler
- Umberto Mozzoni (1904–1983), Kardinal der römisch-katholischen Kirche
- Umberto Nobile (1885–1978), italienischer Luftschiffpionier
- Umberto Orsini (* 1934), italienischer Schauspieler
- Umberto Pelizzari (* 1965), italienischer Apnoe-Taucher
- Umberto Pelosso (1934–2019), italienischer Drehbuchautor und Filmregisseur, siehe Berto Pelosso
- Umberto Raho (1922–2016), italienischer Schauspieler
- Umberto Saba (1883–1957), italienischer Dichter und Schriftsteller
- Umberto Scarpelli (1904–1980), italienischer Filmregisseur
- Umberto Spadaro (1904–1981), italienischer Schauspieler
- Umberto Terracini (1895–1983), italienischer Jurist und Politiker
- Umberto Tozzi (* 1952), italienischer Musiker
- Umberto Tramma (1931–2000), italienischer Kurienbischof der römisch-katholischen Kirche
- Umberto Trippa (1931–2015), italienischer Ringer
- Umberto Valenti (1895–1922), italo-amerikanischer Camorrista und Unterboss der Morello-Familie
- Umberto Veronesi (1925–2016), italienischer Onkologe, Chirurg und Politiker
- Umberto Zannier (* 1957), italienischer Mathematiker
- Umberto Zanolini (1887–1973), italienischer Turner

### Schiff
- Principe Umberto, (gebaut 1908 als Passagier- und Kühlfrachtdampfschiff, benannt nach Umberto II., bewaffnet im 1. Weltkrieg, 1916 versenkt, 2022 Wrack gefunden)